# 1493 Sigrid
Az 1493 Sigrid (ideiglenes jelöléssel 1938 QB) a Naprendszer kisbolygóövében található aszteroida. Eugene Joseph Delporte fedezte fel 1938. augusztus 26-án, Uccleban.